# スウィング (お笑いコンビ)
スウィングは、かつてサンミュージック企画で活動していたお笑いコンビ。1995年7月結成。2003年解散。

## メンバー
山田 和身（やまだ かずみ、1973年11月12日 - ）ツッコミ担当
- 血液型O型、蠍座、身長173cm、体重70kg。
- 東京都出身。
- 趣味はサッカー観戦。
- 解散後は、ピン芸人「カズミファイブ」として活動を始め、2017年9月に「かずみん」に改名。
- 2018年6月から、モノマネ芸人のらりるRIEとのユニット「坂上カレン」としても活動中。
- 2022年1月、ぴっかり高木とコンビ「ぴっかり高木とかずみん」を結成。

中田 喜之（なかた よしゆき、1973年5月11日 - ）ボケ担当
- 血液型A型、牡牛座、身長174cm、体重62kg
- 東京都出身。
- 趣味は競馬、心理学。
- 解散後は、元9ボールの増田香と「ラブカップル」というコンビで活動していたが、相方の引退に伴い解散。
- その後はピン芸人「ラブシングル中田」として活動したのち、元ロックンロールコメディーショーの橋本裕介とコンビ「逆転満塁ホームラン」を結成。
- 現在はコンビを解散しており、再びピン芸人として活動中。

## 概要
1995年7月にコンビ結成。共にスクールJCA3期生であり、同期にはアンタッチャブルや東京03の豊本明長らが居た。
2000年に爆笑オンエアバトルに出演し、初挑戦初オンエアを獲得。2003年にコンビ解散。
スウィング解散後、2012年11月18日開催のカズミファイブ単独ライブ「健康優良不良中年 ～大声だしたら笑う所で～」にて、およそ10年振りに漫才を披露した。

## 出演

### テレビ
- 爆笑オンエアバトル（NHK総合）戦績1勝3敗 最高385KB
- 天才・たけしの元気が出るテレビ!!（日本テレビ）
- メレンゲの気持ち（日本テレビ）
- BOON!（日本テレビ）
- あの娘に逢いたい（テレビ東京）